# Брајан Меј
Сер Брајан Харолд Меј (енгл. Brian Harold May; Хемптон, 19. јул 1947) енглески је музичар, певач, текстописац и астрофизичар, познат као водећи гитариста енглеске рок групе Queen. Као гитариста, познат је по својим рифовима и соло деоницама, јединственом звуку, као и по чињеници да, заједно са својим оцем, сам саставио своју гитару. Аутор је многих песама по којима је група Квин позната, као што су We Will Rock You, Tie Your Mother Down, I Want It All, Fat Bottomed Girls, Flash, Hammer to Fall, Save Me, Who Wants to Live Forever и The Show Must Go On.
Меј је основао групу Queen заједно са водећим вокалом Фредијем Меркјуријем и бубњарем Роџером Тејлором, а са Тејлором је претходно наступао у саставу групе Смајл, којој се придружио за време својих факултетских дана. У року од 5 година након што је група основана 1970. године и након регрутације басисте Џона Дикона који је употпунио састав, Квин је постала једна од највећих рок група на свету успехом албума A Night at the Opera и сингла Bohemian Rhapsody. Од средине седамдесетих до почетка деведесетих, Квин је била готово константно присутна на британским топ листама, а свирали су на неким од највећих догађаја на свету, од којих је најзначајнији Лајв Ејд 1985. године, Као члан Квина, Меј је постао познат као виртуоз и препознатљив по карактеристичном звуку који је настао његовим слојевитим радом на гитари, често користећи своју ручно рађену електричну гитару названу Red Special.
Након Меркјуријеве смрти 1991. године, група је неколико година паузирала, али су на крају Меј и Тејлор поново сакупили групу за даље наступе са другим вокалима. У анкети радио станице Planet Rock 2005. године, Меј је проглашен за седамнаестог најбољег гитаристу свих времена. На листи Ролинг стоуна „100 највећих гитариста свих времена” Меј је био на 26. месту. Читаоци магазина Guitar World су 2012. године Меја оценили као другог највећег гитаристу. Примљен је у Дворану славних рокенрола 2001. године као члан Квина, а 2018. године група је добила награду Греми за животно дело.
Меју је краљица Елизабета II 2005. године доделила Орден Британског Царства за „услуге музичкој индустрији и за добротворни рад”. Докторирао је астрофизику на Империјалном колеџу у Лондону 2007. године, а био је канцелар Ливерпулског универзитета Џон Мурс од 2008. до 2013. године. Био је „сарадник научног тима” у Насиној мисији Нови хоризонти. Суоснивач је кампање за подизање свести Дан астероида. Астероид 52665 Брајанмеј назван је по њему. Меј је такође активиста за права животиња, борећи се против лова на лисице и уклањања јазаваца у Уједињеном Краљевству.

## Младост
Брајан Харолд Меј рођен је 19. јула 1947. године у Хемптону, Мидлсекс, као једино дете Рут Ирвинг (Флечер) и Херолда Меја, који је радио као технички цртач у Министарству ваздухопловства. Мајка му је била шкотског порекла, док је отац био Енглез. Меј је похађао локалну Хемптонску гимназију, а затим је помагао као волонтер у школи. Током овог периода, основао је своју прву музичку групу названу 1984 по истоименом роману Џорџа Орвела, са певачем и басистом Тимом Стафелом.
У Хемптонској гимназији, похађао је 10 обичних и 3 напредна предмета из физике, математике и примењене математике. Студирао је математику и физику на Империјалном колеџу Лондон, а дипломирао је у области физике 1968. године. Докторирао је 2007. године у области астрофизике на Империјалном колеџу Лондон за дисертацију коју је започео 1971. године, а завршио 2007. године.

## Музичка каријера

### 1968—1970: Смајл
Меј је формирао групу Смајл 1968. Чланови групе били су Тим Стафел као басиста и певач, а касније се придружио Роџер Тејлор, који је касније такође постао члан групе Квин. Бенд је био активан само две године, од 1968. до 1970. године, јер их је Тим напустио 1970. године, оставивши групу са колекцијом од девет песама. Смајл се поново скупио због неколико песама 22. децембра 1992. године. Тејлорова група The Cross била је главна звезда те вечери, а Меја и Стафела довео је како би одсвирали песме „Earth” и „If I Were a Carpenter”. Меј је такође свирао још неколико песама те вечери.

### 1970—1995: Квин
У Квиновим троделним вокалним хармонијама, Меј је углавном био пратећи вокал нижег опсега. У неким својим песмама, он пева главни вокал, пре свега први стих песме „Who Wants to Live Forever”, последњи стих песме „Mother Love”, средњих осам стихова песама „I Want It All” и „Flash's Theme”, као и пуне вокале у песмама „Some Day One Day”, „She Makes Me (Stormtrooper in Stilettoes)”, „39”, „Good Company”, „Long Away”, „All Dead, All Dead”, „Sleeping on the Sidewalk” и „Leaving Home Ain't Easy”.
Меј је често писао песме за бенд, а написао је много хитова као што су „We Will Rock You”, „Tie Your Mother Down”, „I Want It All”, „Fat Bottomed Girls”, „Who Wants to Live Forever” и „The Show Must Go On”, као и „Hammer to Fall”, „Flash”, „Now I'm Here”, „Brighton Rock”, „The Prophet's Song”, „Las Palabras de Amor”, „No-One but You (Only the Good Die Young)” и „Save Me”.
Након концерта Лајв ејд 1985. године, Меркјури је позвао чланове бенда и предложио им да заједно напишу песму. Резултат тога била је песма „One Vision”, која је у принципу била Мејево мишљење о музици (документарни филм Magic Years показује како је дошао до уводне секције и основног рифа на гитари), а стихове су писала сва четири члана.
За њихов албум The Miracle из 1989. године, група је одлучила да ће све нумере бити приписане свим члановима, без обзира ко је био главни писац. Ипак, интервјуи и музичке анализе имају тенденцију да помажу у идентификацији доприноса сваког члана на свакој песми. Меј је компоновао „I Want It All” за тај албум, као и „Scandal” (на основу његових лични проблема са британском штампом). За остатак песама на албуму није имао толико креативних доприноса, иако је помогао у стварању основа за песме „Party” и „Was It All Worth It” (које је обе претежно створио Меркјури) и креирао је гитарски риф за „Chinese Torture”.
Квинов следећи албум био је Innuendo, на којем су се повећали доприноси Меја, иако су доприноси више били у аранжманима него у писању; за насловну песму урадио је неке аранжмане за хеви соло, затим је додао неке вокалне хармоније у песму „I'm Going Slightly Mad” и компоновао је соло за „These Are the Days of Our Lives”, песму за коју су се сва четворица заједно одлучили за делове на клавијатури.
Две песме које је Меј компоновао за свој први албум, „Headlong” и „I Can't Live With You”, на крају су завршиле у пројекту Квина. Његова друга композиција била је „The Show Must Go On”, групно дело у којем био координатор и главни композитор. Последњих година, он је надгледао ремастерирање Квиновог албума и разних DVD-ова и највећих хитова. Године 2004. објавио је да ће он и бубњар Роџер Тејлор кренути на турнеју као Квин први пут након 18 година, заједно са вокалом Фрија и Бед компанија Полом Роџерсом. Група названа Квин + Пол Роџерс свирала је током 2005. и 2006. године у Јужној Африци, Европи, Аруби, Јапану и Северној Америци, а објавили су нови албум са Полом Роџерсом 2008. године са називом The Cosmos Rocks. Албум је пратила велика турнеја. Пол Роџерс је затим напустио групу у мају 2009. године и тек 2011. године је регрутован још један вокалиста, Адам Ламберт. Након тога су отишли на турнеју по Европи 2012. године, светску турнеју 2014. и 2015. године, а најскорија је била фестивалска турнеја 2016. године. Такође су свирали на Биг Бен новогодишњем концерту на Нову годину 2014. и 2015. године.

### 1983—1999: Остали пројекти и соло дела
Током 1983. године, неколико чланова Квина истраживало је споредне пројекте. У Лос Анђелесу је Меј 21. и 22. априла био у студију са Едијем ван Хејленом, без намере да било шта сними; резултат тих дана био је мини албум под називом Star Fleet Project који првобитно није планиран да буде објављен.
Меј је допринео некадашњем гитаристи групе Генезис Стиву Хекету на његовом албуму Feedback 86 свирајући гитару у песми „Cassandra”, те свирајући гитару и певајући за песму „Slot Machine” коју је помогао и написати. Иако је продуциран 1986. године, албум није издат као комерцијално издање све до 2000. године. Меј је радио са глумицом Анитом Добсон на њеном првом албуму који је остао најзапаженији због песме „Anyone Can Fall in Love” која је доспела на 4. место на UK Singles Chart у августу 1986. године. Меј и Добсонова су се венчали 2000. године. Меј је 1989. године допринео гитарским солоима песми „When Death Calls” на 14. албуму групе Блек сабат Headless Cross, као и песми „Blow The House Down” групе Ливинг ин а бокс са албума Gatecrashing.

После трагичног распада било ког бенда, чини се да је немогуће наставити, али ми је било заиста драго што је Брајан покренуо соло каријеру. Имао је толико много музике у себи и много тога што је могао да да.

 —Џо Сатријани
После Меркјуријеве смрти у новембру 1991. године, Меј је одлучио да се носи са својом тугом обавезујући се да ће радити што је више могуће, прво завршивши свој први албум, Back to the Light, а затим и турнејом широм света како би га промовисао. Често је у интервјуима за новине запажао да је то једини начин самопрописане терапије којег се могао сетити. Према водећем певачу групе Деф лепард Џоу Елиоту, „несумњиво је био огроман и страшан ударац изгубити некога са ким је био тако близак. Лично, знам да је то истргло Брајаново срце, али након што је то рекао, био је у одличном расположењу након што је албум завршен”. На албуму Back to the Light појавио се сингл „Too Much Love Will Kill You”, на којем је сарађивао као текстописцац са Френком Макером и Елизабет Лејмерс. Верзија са вокалом Фредија Меркјурија касније је објављена на албуму Квина Made in Heaven и освојио је Награду Ајвор Новело за најбољу песму и текст 1996. године.
Крајем 1992. године, Брајан Меј бенд званично је формиран. Ранија верзија групе била је лабаво формирана 19. октобра 1991. године, на дан посљедњег концерта поново састављене групе, када је Меј учествовао у гитарском фестивалу Guitar Legends у Севиљи, Шпанија. Постава за његов наступ била је: Меј као вокал и водећи гитариста, Кози Пауел на бубњевима и удараљкама, Мајк Моран и Рик Вејкман на клавијатурама и Меги Рајдер, Миријам Стокли и Крис Томпсон као пратећи вокали. Оригинална поставка била је: Меј као вокал и водећи гитариста, Пауел на бубњевима и удараљкама, Мајкл Касвел на гитари, Нил Мареј на басу и Рајдер, Стокли и Томпсон као пратећи вокали. Ова верзија бенда трајала је само током јужноамеричке турнеје (пратећи групу The B-52's и Џоа Кокера) на само пет наступа.
После тога, Меј је направио значајне промене, осећајући да се група никад није заиста повезала. Меј је довео гитаристу Џејмија Мозеса на клавијатури како би заменио Мајка Касвела. Друга промена направљена је међу пратећим вокалима, када су Рајдер, Стокли и Томпсон замењени са Кетрин Портер и Шели Престон. Нова поставка групе Брајан Меј бенд је 23. фебруара 1993. године започела своју светску турнеју по САД, пратећи групу Ганс ен’ роузиз, али и на неколико својих концерта. Турнеја их је одвела кроз Северну Америку, Европу и Јапан. Након што је турнеја завршила 18. децембра 1993. године, Меј се вратио у студио са постојећим члановима Квина, Роџером Тејлором и Џоном Диконом, који су радили на песмама које су постале Made in Heaven, последњи студијски албум Квина. Група је снимила демо снимке соло албума Меркјурија и последње снимке, које је успео да изведе у студију након што је албум Innuendo завршен, а завршио их својим музичким и гласовним додацима. Рад на албуму након смрти Меркјурија првобитно су 1992. године започели Дикон и Меј, али је остављен за касније, због других обавеза.
Меј је 1995. године почео да ради на новом самосталном албуму кавера песама под називом Heroes, поред тога што је радио на различитим филмским и телевизијским пројектима и другим сарадњама. Меј је након тога променио приступ са кавера на фокус на сарадње и нови материјал. Међу песмама нашла се „Another World”, а углавном су се појављивали Спајк Едни, Кози Пауел, Нил Мареј и Џејми Мозес. Кози Пауел је погинуо у саобраћајној несрећи 5. априла 1998. године на ауто-путу M4 у близини Бристола, Енглеска. Ово је изазвало огромне неочекиване сметње на предстојећој турнеји за Брајан Меј бенд, а било је потребно пронаћи новог бубњара у кратком року. Стив Ферон доведен је како би помогао Меју да заврши снимање на бубњевима и придружио се групи за рану фазу промотивне турнеје на пет наступа у Европи, пре светске турнеје. Након ране промотивне турнеје, Ерик Сингер заменио је Стива Ферона на целој светској турнеји 1998. године.
На турнеји 1998. године, Меј је накратко увео „пратњу” познату као Т. Е. Конвеј. Конвеј (Брајан Меј са периком и у разнобојном оделу игра као део теди бој) свирао је рокенрол песме из 50-их година, које су претходиле Мејовом „појављивању”. Бонус ЕП Т. Е. Конвеја назван „Retro Rock Special” придодат је неким пресинзима албума Another World. Лик Конвеја повучен је на крају турнеје.
У мају 1999. године, Меј је свирао као водећи гитариста за песму Ганс ен’ роузиза „Catcher in the Rye” на албуму Chinese Democracy, међутим, његова изведба је уколњена са албума у време кад је објављен 2008. године.

### 2000—2004
Од своје последње самосталне објаве 1998. године, Меј наступа као соло уметник, као део ансамбла и ретко као Квин са Роџером Тејлором. Појавио се на концерту Моторхеда за 25. годишњицу на Брикстон академији 22. октобра 2000. године, заједно са Едијем Кларком (некадашњим Моторхедовим гитаристом) за песму „Overkill”. Као део прославе златног јубилеја владавине краљице Елизабете II, Меј је 3. јуна 2002. године извео соло на гитари „God Save the Queen” на крову Бакингамске палате, а изведба се појавила на верзији албума A Night at the Opera поводом 30. годишњице. Меј је 2004. године на гитари одсвирао песму „Someone to Die For” на саундтреку за филм Спајдермен 2.

### 2004—2009: Квин + Пол Роџерс
Крајем 2004. године, Меј и Тејлор објавили су да желе да се поново уједине и вратили су се на турнеје 2005. године, заједно са Полом Роџерсом (оснивачем и некадашњим главним певачем група Фри и Бед компани). На Мејовом веб-сајту писало је да ће Роџерс наступати са Квином као Квин + Пол Роџерс, који неће заменити последњег певача Фредија Меркјурија, а пензионисани Џон Дикон неће учествовати.
Између 2005. и 2006. године, Квин и Пол Роџерс започели су турнеју, прве наступе су имали у Европи, а потом у САД и Јапану 2006. године. Квин је 25. маја 2006. године добио инаугуралне рок награде Ви-Ејч вана у Лас Вегасу, Невада, а Меј и Тејлор су позвани на бину заједно са Фу фајтерсима, како би извели избор Квинових песама. Меј је 15. августа 2006. године потврдио преко свог веб-сајта и клуба обожаваоца да ће Квин + Пол Роџерс започети продуцирање свог првог студијског албума у октобру, а биће сниман на „тајној локацији”. Албум, назван The Cosmos Rocks, објављен је у Европи 12. септембра 2008. године и у САД 28. октобра исте године. Након тога је група започела турнеју по Европи и деловима САД, а први концерт одржала је на Тргу слободе у Харкову пред 350.000 украјинских обожавалаца. Украјински наступ је касније објављен на DVD-у. Квин и Пол Роџерс званично су престали да сарађују 12. маја 2009. године. Роџерс не искључује могућност поновне сарадње.

### 2011—данас: Квин + Адам Ламберт
Недуго након што су наступили са финалистима Америчког идола Крисом Аленом и Адамом Ламбертом током финала сезоне 2009. године, Меј и Тејлор су почели размишљати о будућности Квина након пријатељског раскола групе са фронтменом Полом Роџерсом. Две године касније, на додели Европских музичких награда МТВ-ја 2011. године, група Квин је добила награду за глобалну икону коју је прихватио Меј. Као део емисије, Квин је извео кратки сет са Ламбертом, при чему су имали одличан пријем код публике. Шпекулације у вези са сарадњом са Ламбертом убрзо су се појавиле, од којих су три формално најавиле кратку летњу турнеју по Европи 2012. године, док су Меј, Тејлор и Ламберт званично најавили концерт у Хамерсмит аполо у Лондону, као и наступе у Украјини, Русији и Пољској. Као и приликом партнерства са Полом Роџерсом, Џон Дикон није учествовао.
Сарадња је поново оживљена 2013. године, када су три музичара свирала заједно на iHeartRadio музичком фестивалу у МГМ гранд хотелу и казину у Лас Вегасу 20. септембра. Пет месеци касније, Меј, Тејлор и Ламберт су објавили летњу турнеју са 19 наступа по Северној Америци у јутарњем програму Good Morning America. Због велике потражње карата, још пет наступа је додато у турнеју. Маја 2014. године, најављени су наступи по Аустралији и Новом Зеланду, као и наступи на фестивалима у Јужној Кореји и Јапану. Турнеја је проширена на Уједињено Краљевство и Европу почетком 2015. године. Група је свирала у Јужној Америци септембра 2015. године, укључујући први наступ Квина на фестивалу Rock in Rio од 1985. године.
Група је 2016. године кренула на турнеју по Европи и Азији названу Queen + Adam Lambert 2016 Summer Festival Tour. Турнеја је укључивала затварање фестивала Isle of Wight у Енглеској 12. јуна, где су извели песму „Who Wants to Live Forever” као почаст жртвама напада у геј ноћном клубу Пулс у Орланду, Флорида, раније тог дана. Први пут су насупили у парку Хајаркон у Тел Авиву 12. септембра пред 58.000 људи. Септембра 2018. године, група је била у МГМ Парк театру у Лас Вегасу. Иако је сарадња остала активна, тренутно не постоје планови за снимање студијског албума, иако су њих тројица спремни да то учине у будућности.
Меј је увео Деф лепард у Дворану славних рокенрола 29. марта 2019. године. У априлу 2019. године радио је са савременим метал бендом Фајв фингер дет панч и кантри уметником Кенијем Вејном Шепердом на снимању нове верзије песме „Blue on Black” као подршку Фондацији Гарија Синиса. Уметници су се окупили како би спојили кантри и мејнстрим рок да би поново спојили класичну песму коју је првобитно написао Шеперд. Крајем месеца је такође извео песме попут „All the Young Dudes” са Џоом Елиотом из Деф лепарда на концерту Мот д хупла.

## Приватни живот
Од 1976. до 1988. године, Меј је био у браку са Кристин Мулен и имали су 3 деце: Џејмса (рођен 15. јуна 1978), Луизу (рођена 22. маја 1981) и Емили Рут (рођена 18. фебруара 1987). Развели су се 1988. године. Меј је срео глумицу Аниту Добсон 1986. године, а она га је инспирисала да напише хит из 1989. године „I Want it All”. Венчали су се 18. новембра 2000. године.
У интервјуима је изјавио да је патио од тешке депресије крајем осамдесетих и почетком деведесетих година прошлог века, до те мере да је размишљао о самоубиству, из разлога који су се тицали његовог проблематичног првог брака, његовог неуспеха да се оствари као супруг и отац, смрти његовог оца Харолда и болести и смрти Фредија Меркјурија.
Према листи богатих магазина The Sunday Times за 2019. годину, Меј је вредан 160 милиона фунти. Има куће у Лондону и Виндлсхему, Сари. Мејов отац Харолд био је дугогодишњи пушач, те је због тога Меј мрзио пушење до те мере да је већ на својим концертима забрањивао пушење у затвореним просторијама, пре него што су многе земље наметнуле забрану пушења. Меј је вегетаријанац. Активан је заговорник за права животиња и именован је за потпредседника добротворне организације за добробит животиња, Краљевског друштва за превенцију окрутности према животињама, септембра 2012. године. Меј себе описује као агностика.
Меј је дугогодишњи борац за шуме као уточишта и „коридора” за дивље животиње, како у Сарију, где има кућу, тако и свуда остало. Купио је земљиште 2012. године које је било угрожено градњом у Бере Реџис, Дорсет, а 2013. године је, уз ентузијастичну подршку локалних становника, покренуо пројекат стварања подручја шуме, сада названог Мејова шума (или „Шума Брајана Меја”). Шума је величине 157 јутара, раније коришћена као ораница, а Мејов тим сарадника је засадио 100.000 стабала. За Мејову шуму се каже да цвета.
У септембру 2015. године, нова врста рода Heteragrion (Odonata : Zygoptera) из Бразила названа је Heteragrion brianmayi.

## Дискографија
Са Квином
- Keep Yourself Alive (1973)
- Some Day, One Day (1974)
- She Makes Me (Stormtrooper in Stilettoes) (1974)
- '39 (1975)
- Good Company (1975)
- Long Away (1976)
- All Dead, All Dead (1977)
- Sleeping on the Sidewalk (1977)
- Fat Bottomed Girls (1978)
- Leaving Home Ain't Easy (1978)
- Sail Away Sweet Sister (1980)
- Flash (1980)
- Put Out the Fire
- Las Palabras de Amor (1982)
- I Go Crazy (1984)
- Who Wants to Live Forever (1986)
- I Want It All (1989)
- Lost Opportunity (1991)
- Mother Love (1995)
- Let Me Live (1995)
- No-One but You (1997)

Соло дискографија
- Back to the Light (1992)
- Another World (1998)
- Furia (2000)

Сарадње
- Acoustic by Candlelight (2013, са Кери Елис)
- Golden Days (2017, са Кери Елис)